# Choose Your Fighter
Choose Your Fighter è un singolo della cantante statunitense Ava Max, pubblicato il 28 luglio 2023 come sesto estratto dalla colonna sonora del film Barbie.

## Antefatti
In un'intervista con Cosmopolitan del luglio 2023, Ava Max ha rivelato di aver scritto la canzone in sole due ore, durante una pausa dal tour. Ha aggiunto inoltre che il produttore Mark Ronson le ha mostrato in anteprima delle scene del film tramite Zoom.

## Accoglienza
Diversi critici hanno paragonato Choose Your Fighter al precedente singolo della cantante Kings & Queens. Victoria Wasylak di Paste l'ha definita «una prima bozza scartata» della precedente hit, mentre Alex Rigotti di NME ha evidenziato, come elementi in comune, l'intro a cappella, la chiave musicale e la sequenza di accordi.

## Classifiche
| Classifica (2023) | Posizione massima |
| ----------------- | ----------------- |
| Belgio (Fiandre)  | 41                |
| Irlanda           | 76                |
| Regno Unito       | 90                |